# Pseudolaelia perimii
Pseudolaelia perimii är en orkidéart som beskrevs av M.Frey. Pseudolaelia perimii ingår i släktet Pseudolaelia och familjen orkidéer. Inga underarter finns listade i Catalogue of Life.